# Saint-Cyr-sur-Mer
Saint-Cyr-sur-Mer ist eine französische Gemeinde mit 11.668 Einwohnern (Stand 1. Januar 2022) an der Mittelmeerküste (Côte d’Azur) im Département Var in der Region Provence-Alpes-Côte d’Azur. Die Gemeinde liegt zwischen Bandol und La Ciotat im Westen des Départements.
Die Gemeinde Saint-Cyr-sur-Mer besteht aus dem Hauptort Saint-Cyr, dem Haupthafen Les Lecques und dem kleinen Hafen La Madrague. Sie gehört zum Kanton Le Beausset im Arrondissement Toulon.

## Geschichte

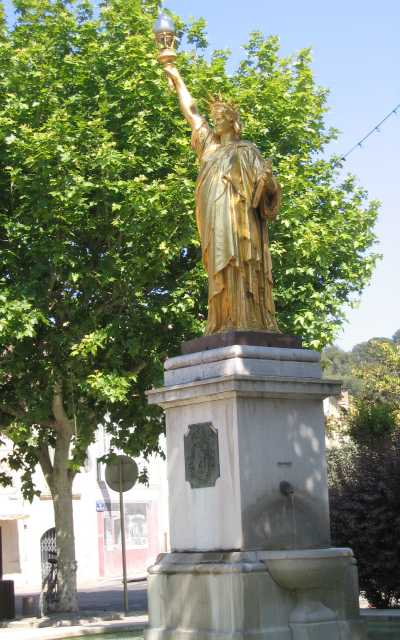
Replik der Freiheitsstatue

Das Gebiet von Saint-Cyr-sur-Mer ist seit prähistorischen Zeiten besiedelt. Einen Höhepunkt erlebte die Siedlung in romanischer Zeit, aus der zahlreiche archäologische Befunde stammen, die heute im romanischen Museum Tauroentum zu besichtigen sind.
Im Jahr 1825 löste sich Saint-Cyr-sur-Mer von La Cadière-d’Azur und wurde eine selbständige Gemeinde.
1913 wurde anlässlich der Inbetriebnahme des ersten Wasserleitungsnetzes in Saint-Cyr auf dem Grande Place eine verkleinerte Replik von Bartholdis Freiheitsstatue aufgestellt.
| Jahr      | 1962  | 1968  | 1975  | 1982  | 1990  | 1999  | 2008   |
| Einwohner | 3.000 | 4.126 | 4.728 | 5.685 | 7.033 | 8.898 | 11.830 |

## Wirtschaft
Die Hauptwirtschaftsfaktoren sind Landwirtschaft und Tourismus. Der Ort gehört zum Weinbaugebiet Bandol (Côtes de Provence AOC Bandol).

## Tourismus und Freizeit

### Yachthafen und Strand von La Madrague

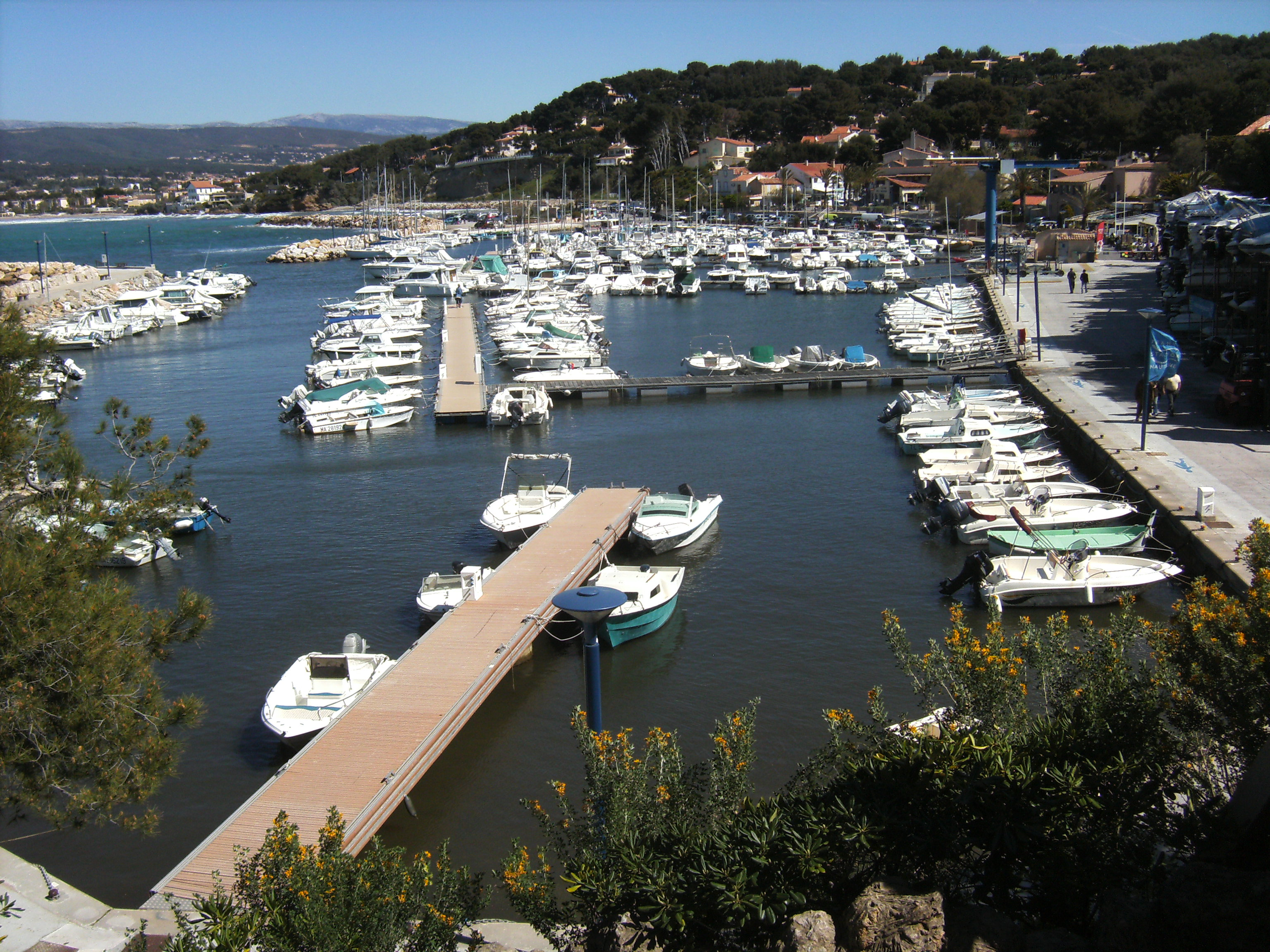
Yachthafen von La Madrague

In dem zu einem Yachthafen umgestalteten kleinen Fischerhafen legen vorzugsweise tagsüber kleine Boote von bis zu 8 Metern Länge und einem maximalen Tiefgang von 1,5 Metern an. Neben einigen Berufsschiffern sind die meisten Bootseigner Freizeitschiffer. Der Ankerplatz ist mit einem Sechs-Tonnen-Kran ausgestattet.
Neben dem Hafen erstreckt sich ein kleiner während der Saison überwachter Sandstrand mit Spielplatz und Panoramablick auf die windgeschützte Brameou-Bucht, zu der man über einen Fußweg aus Holz gelangt.

### Yachthafen und Strand von Les Lecques

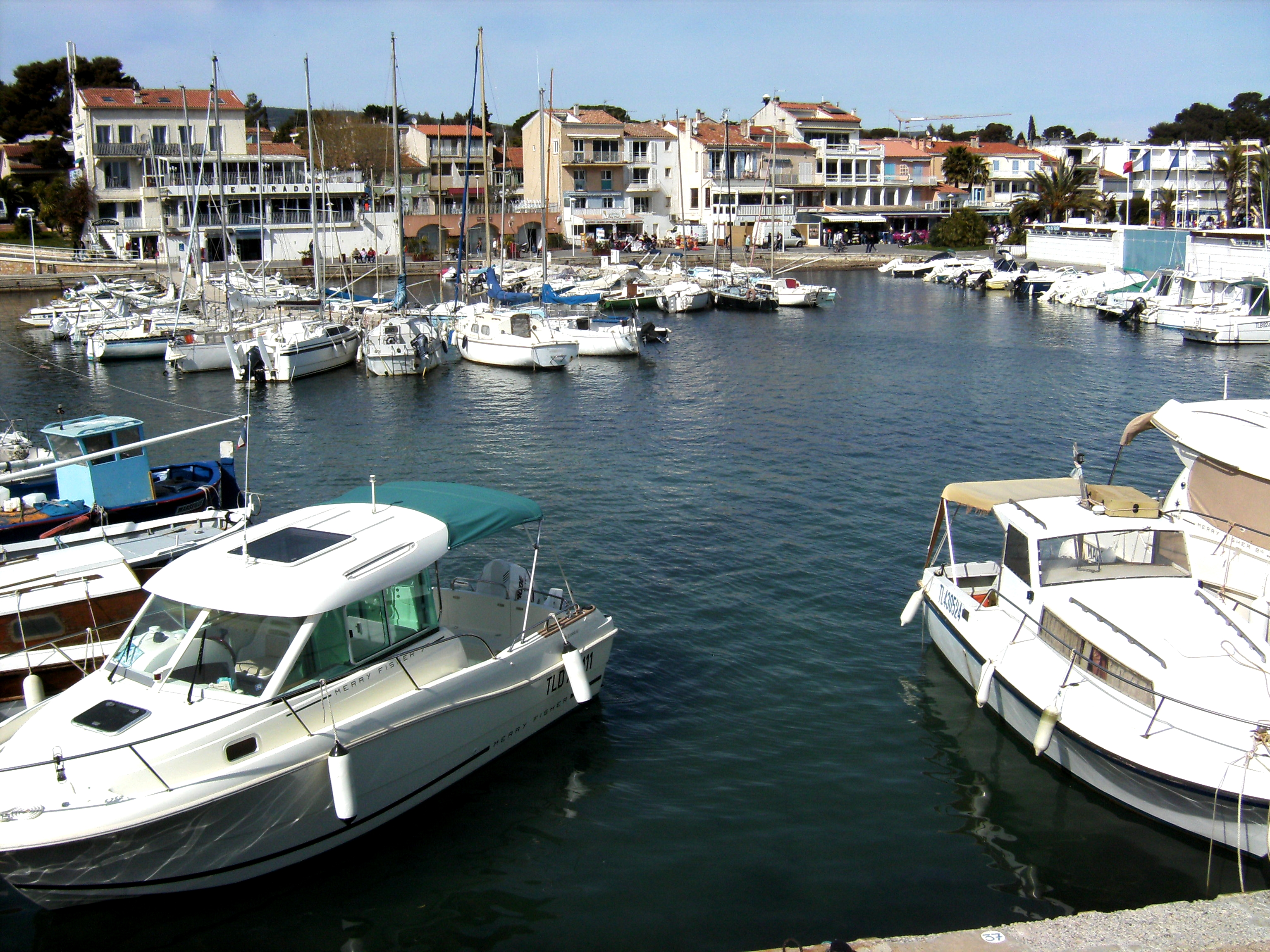
Yachthafen von Les Lecques

Der Yachthafen von Les Lecques wurde in den 1970er Jahren erbaut. Er besitzt 431 Liegeplätze für Boote mit einer maximalen Länge von 15 Metern sowie eine Werft mit 10- und 15-Tonnen-Kränen für Wartungen und Reparaturen.
Der fast zwei Kilometer lange Sandstrand von Les Lecques liegt in der von bewaldeten Hügeln umgebenen Bucht von Lecques und bietet zahlreiche Wassersportarten, u. a. Tauchen, Kajakfahren, Surfen, Jetski, Parasailing und Wasserski.

## Verkehr
Saint-Cyr-sur-Mer verfügt über eine Ausfahrt an der Autoroute A 50. Ein Bahnhof an der Bahnstrecke Marseille–Ventimiglia existiert ebenfalls. Der Flughafen Marseille ist etwa 64 Kilometer entfernt.

## Gemeindepartnerschaften
Saint-Cyr-sur-Mer ist mit dem südbadischen Denzlingen und Città della Pieve in Italien partnerschaftlich verbunden, die beide auch untereinander durch Partnerschaften verbunden sind.